# 洛克伍德·皮里
洛克伍德·皮里（英語：Lockwood Pirie，1904年4月25日—1965年5月4日），美国男子帆船运动员。他曾代表美国参加1948年夏季奥林匹克运动会帆船比赛，获得一枚铜牌。他于1965年在迈阿密去世。